# Stizophyllum perforatum
Stizophyllum perforatum là một loài thực vật có hoa trong họ Chùm ớt. Loài này được (Cham.) Miers miêu tả khoa học đầu tiên năm 1863.